# Brasil–Portugal (revista)
Brasil–Portugal: revista quinzenal ilustrada foi uma publicação com periodicidade quinzenal publicada entre 1° de fevereiro de 1899 e 16 de agosto de 1914, perfazendo um total de 374 números. Era dirigida por Augusto Castilho, Jayme Victor e Lorjó Tavares e, a partir de 1912, teve à frente João de Vasconcelos, em substituição do primeiro.
Começou por ser uma revista voltada às elites, especialmente as da comunidade portuguesa no Brasil e das colónias, abordando temas variados, como história, literatura, arte, etnografia, sociologia, religião e sociedade, privilegiando também as relações luso-brasileiras. Tinha riqueza ilustrativa, recorrendo frequentemente à fotografia, o que a torna um prefeito álbum de memórias visuais, combinada com a qualidade textual, que asseguraram a conquista e fidelização dos seus leitores.
A partir de outubro de 1910, após a implantação da República, a Brasil–Portugal passa de “veículo de informação geral e entretenimento a plataforma de oposição aos sucessivos governos da República”. 

## Colaboradores
Permanentes
- Abel Botelho
- Alberto Braga
- Alfredo da Cunha
- Anselmo de Andrade
- António Arroyo
- António Ennes
- barão de Marajó
- Bernardo Pinheiro
- Bulhão Pato
- Carlos Malheiro Dias
- Crispim
- Cunha Belém
- Curry Cabral
- Egas Moniz Barreto de Aragão
- Fernandes Costa
- Fialho d’Almeida
- Guerra Junqueiro
- Gomes Leal
- Henrique Lopes Mendonça
- Henrique Vasconcelos
- Itibiré da Cunha
- Barbosa Colen
- João Grave
- Júlio Brandão
- L.F. Marrecas Ferreira
- H. Lopes de Mendonça
- Macedo Papança
- Manuel de Arriaga
- Marrecas Ferreira
- Matoso dos Santos
- Maximiliano de Azevedo
- Miguel Bombarda
- Olavo Bilac
- Raul Brandão
- Ribeiro de Carvalho
- Sena Freitas
- Silva Pinto
- Thomaz Ribeiro
- Valentim Magalhães

Comentaristas
- Alfredo de Mesquita
- Alberto Braga
- Câmara Lima
- Consiglieri Pedroso
- Eduardo Schwalbach
- Emygdio Navarro
- Gervásio Lobato
- Ramalho Ortigão
- Teófilo Braga
- Wenceslau de Moraes
- Adelina Lopes Vieira
- Ana de Castro Osório
- Júlia Lopes
- Maria Amália Vaz de Carvalho
- Maria O’Neill

Colaboração artística e gráfica
- Celso Hermínio
- Alfredo Cândido
- Bobone
- Filipe Fidanza
- Joshua Benoliel
- Roque Gameiro